# El Tablón, Guanajuato
El Tablón är en ort i Mexiko.   Den ligger i kommunen Santa Catarina och delstaten Guanajuato, i den centrala delen av landet, 210 km nordväst om huvudstaden Mexico City. El Tablón ligger 1 576 meter över havet och antalet invånare är 326.
Terrängen runt El Tablón är huvudsakligen kuperad. El Tablón ligger nere i en dal. Runt El Tablón är det ganska glesbefolkat, med 25 invånare per kvadratkilometer. Närmaste större samhälle är Victoria, 16,6 km nordväst om El Tablón. Omgivningarna runt El Tablón är i huvudsak ett öppet busklandskap.